# طرحی از یک زندگی
طرحی از یک زندگی کتابی دوجلدی از پوران شریعت رضوی است که در آن مؤلف به زندگی همسرش علی شریعتی پرداخته‌است.

## نقد و بررسی
این کتاب اولین زندگی‌نامهٔ معتبر و مفصلِ شریعتی به حساب می‌آید. سوسن شریعتی دربارهٔ این کتاب می‌گوید:
 تا سال ۱۳۷۴که کتاب «طرحی از یک زندگی» توسط پوران شریعت رضوی درآمد، مخاطب شریعتی از او چیز زیادی نمی‌دانست به جز مجموعه‌ای از اطلاعات جسته-گریخته، یک سری «شبه شایعه»! در مورد سن و سالش، در مورد خانواده‌اش، تحصیلاتش، عشق‌هایش و بغض‌هایش…. همه‌چیز تقریبی. از همین رو با درآمدن کتابِ مادر (ما البته ایران نبودیم) واکنش‌های غریبی به پا شد. ملغمه‌ای از «فیا عجبا» و «چه جالب» و «کی فکرش را می‌کرد!». این کتاب یک شوک کامل بود.
نشستی برای نقد و بررسی این کتاب در ۲ اردیبهشت ۱۳۹۸ با سخنرانی مینو مرتاضی، ناهید توسلی، سارا شریعتی و ربابه مزینانی در دانشکده علوم اجتماعی دانشگاه تهران برگزار شد.